# Partisans biélorusses
 (novembre 2012).
Notes
Zones rurales, forêts et marais étaient les zones de prédilection des partisans
Allemagne nazie contre URSS
Les partisans biélorusses étaient des combattants d'armées irrégulières participant au Mouvement général de résistance biélorusse contre les Nazis allemands et les collaborateurs, pendant la Seconde Guerre mondiale. Leur histoire se confond avec celle de la Biélorussie après l'invasion des troupes allemandes dans l'opération Barbarossa et de ses conséquences sur la Biélorussie.
Pour un article plus général, voir Partisans soviétiques.

## Antécédents

### Contexte historique
Pour un article plus général, voir Histoire de la Biélorussie.

Le drapeau de la République socialiste soviétique biélorusse adopté en 1937.

L'histoire du pays est complexe, entre la Lituanie, la Pologne et l'Empire russe. Il est à retenir que les Russes proclament la RSS de Biélorussie le 1er janvier 1919 à Smolensk. Ils l'agrandissent au fur et à mesure de leurs conquêtes. Le partage définitif de la Biélorussie est alors établi le 18 mars 1921 par le Traité de Riga, qui mettait fin à la Guerre russo-polonaise.
En décembre 1922, la RSFS de Russie, la RSFS de Transcaucasie, la RSS d'Ukraine et la RSS de Biélorussie fondent l'URSS.
Les historiens Soviétiques et Biélorusses ont étudié ce conflit dans le contexte de la Bélarus, considérant la République socialiste soviétique de Biélorussie (RSSB) comme une entité constituante de l'Union soviétique en 1941 et de ses frontières, comme un tout. Les historiens polonais, en tout cas une partie, insistent spécialement pour traiter séparément les territoires de l'est de la Pologne, dans ses frontières de 1921 (alias "Kresy Wschodnie" alias Biélorussie occidentale, qui ont été incorporés dans la RSSB après l'invasion de la Pologne par l'Union soviétique le 17 septembre 1939.

### Persécutions soviétiques avant 1941
Plus de 100 000 personnes en Biélorussie occidentale furent emprisonnées, exécutées ou déportées à l'ouest de l'URSS par les autorités soviétiques avant l'invasion allemande. Le NKVD (Police secrète Soviétique) massacra plus de 1 000 prisonniers en juin/juillet 1941, par exemple à Chervyen, Hlybokaye, Hrodna et Vileyka. Ces crimes contribuèrent à l'installation de violents sentiments anti-communistes dans la population biélorusse, qui furent utilisés par les Nazis pour leur propagande antisémite.

## Invasion militaire nazie
L'invasion de l'URSS va concerner en première ligne la Biélorussie, une des Républiques de l'URSS. La Biélorussie va servir de glacis, de tampon, entre l'URSS et ses voisins de l'est. Les autorités soviétiques considéraient la Biélorussie comme importante de ce point de vue.

### Blitzkrieg
Le 22 juin 1941 à 4 h 45, quatre millions de soldats allemands, rejoints par des Italiens, des Roumains et d'autres troupes des puissances de l'Axe déferlent sur les frontières de l'Union soviétique et notamment en RSS de Bélarus. Pendant un mois, l'offensive est pratiquement impossible à arrêter au nord des marais de Pinsk (ou de la rivière Pripet, affluent de la Bérésina). Les forces blindées allemandes encerclent des centaines de milliers de soldats soviétiques dans d'énormes poches qui sont ensuite réduites par des troupes plus lentes (infanterie) tandis que les panzers chargent droit devant, suivant la doctrine militaire du Blitzkrieg.

### Occupation et collaboration 1941 - juin 1944
De juin 1941 à juin 1944, la Biélorussie va être occupée. Les trois armées soviétiques déployées le long de la frontière furent détruites.

« Plus de 300 000 soldats de l'Armée rouge étaient pris au piège et 2 500 chars avaient été détruits ou capturés. »

— Antony Beevor 1998, p. 42.

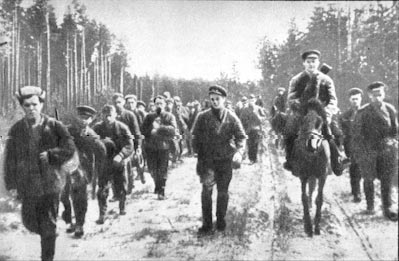
Partisans biélorusses sur la route, 1944.

La Béresina est atteinte en 6 jours, à 650 kilomètres des lignes de départ. Le Dniepr est atteint le 11 juillet, la chute de Smolensk survient le 16 juillet. De nombreux soldats partent vers la captivité mais nombreux sont ceux qui y échappent et se réfugient dans les forêts et les marais du pays, sur les arrières du groupe d'armées Centre. Ils vont rejoindre les isolés, les trainards et ceux qui échappent à la surveillance de leurs vainqueurs. Ce sont les prémices du mouvement des partisans de Biélorussie, comme dans tout l'ouest de l'URSS occupé par les armées allemandes.
Pour un article plus général, voir Partisans soviétiques.

#### Création de la résistance anti-allemande
La création du mouvement des partisans et de la résistance anti-allemande en Biélorussie fait partie de l'organisation générale résultant des directives du Congrès des commissaires du Peuple soviétique émises le 29 juillet 1941. Les autorités soviétiques considéraient le territoire biélorusse comme important pour le développement de la guerre de partisans, sur les arrières des armées allemandes aventurées en direction de Moscou.
Nous citons Antony Beevor :

« Des officiers des unités de gardes frontières du NKVD avaient été envoyés derrière les lignes allemandes et y avaient organisé des détachements de partisans qui débouchaient soudain des forêts et marécages gelés pour attaquer les troupes ennemies. »

— Antony Beevor 1999, p. 70.
Les détachements de partisans et les groupes de diversion furent donc créés dans les territoires occupés par l'Allemagne pour s'attaquer aux routes et télécommunications, tuer des personnels allemands et détruire des ressources précieuses. Joseph Staline, dans son discours radiodiffusé du 3 août 1941, réitéra les directives et les ordres au peuple. Adolf Hitler, en se référant à ce discours le 16 août, souligna qu'il déclarait que la guerre de partisans sur les arrières des Allemands avait, certes, ses avantages, mais qu'elle lui fournissait une excuse pour détruire tout ce qui s'opposerait aux Allemands.
Les premiers détachements de partisans consistaient donc en personnel de l'Armée rouge et en personnel pris dans chez les communistes biélorusses, commandés par des officiers de l'Armée rouge ou par des militants communistes biélorusses. Ils se formèrent dans les premiers jours de la guerre, incluant le détachement  Starasyel'ski du major Doronykh dans le district de la Zhabinka (23 juin 1941), le détachement de Pinsk (zone du Pripet) de Vasily Korzh le 26 juin 1941. Les premières décorations de Héros de l'Union soviétique furent décernées le 6 août 1941 (commandants de détachement Pavlovskiy et Bumazhkov).

#### Politique nazie répressive
Pourtant, les soldats allemands avaient été accueillis en certains endroits, en libérateurs de l'oppression stalinienne. La doctrine du « sous-homme slave » a vite amené les armées allemandes à pratiquer une politique de déportations de populations civiles (en âge de travailler) vers l'Allemagne, pour servir de main d'œuvre forcée pour le Troisième Reich. Des châtiments cruels pour la moindre infraction, des pillages et réquisitions, amenèrent vite les populations locales à rejeter l'envahisseur. Des villages entiers furent brûlés (Khatyn) avec leur population. Bien des populations locales rejoignirent la résistance anti-nazie et un grand nombre de gens devinrent des soutiens passifs des partisans.
Le 26 octobre 1941, la jeune partisan Macha Brouskina est pendue en public à Minsk en compagnie de 11 autres personnes soupçonnées d'être des partisans ou de les soutenir. Il ne s'est écoulé  que cinq mois depuis l'invasion.
L'industrialisation progressive des tueries avec les groupes ad-hoc avec la mise en place de la Solution finale et de l'opération Reinhard, créent un fossé entre la majorité de la population et les occupants. Les exécutions de civils soviétiques (plusieurs milliers), les morts par privations consécutives aux réquisitions, les saisies de chevaux de trait achèvent la séparation mais aussi encouragent les partisans à se renforcer et à entrer en conflit avec les anti-communistes et les nationalistes non-russes.

#### Effectifs connus de partisans
Selon des estimations, en août 1941 environ 231 détachements opéraient comme unités « semences », formées et insérées en Biélorussie, atteignant 437 à la fin de 1941, comprenant plus de 7 200 personnes. Cependant, plus la ligne de front s'éloignait, plus les ressources s'épuisaient et il n'y avait pas de soutien à grande échelle depuis le front jusqu'en mars 1942. Une des difficultés particulières était le manque de communications radio qui dura jusqu'en avril 1942. Les unités de partisans manquaient aussi du soutien des populations locales. Pour différentes raisons, les unités de partisans en Biélorussie étaient virtuellement livrées à leurs propres ressources, spécialement difficiles durant l'hiver de 1941-1942, avec de sévères restrictions en munitions, médicaments et fournitures. Les actions des partisans en furent généralement désordonnées.

### Vers la victoire: juin 1944 - mai 1945
En été 1944, une ligne de front avec un saillant avait dessiné l'avance des forces de l'Armée rouge à la fin de 1943. Ceci invitait une attaque d'encerclement pour couper et détruire le groupe d'armées du Centre. Pour l'opération Bagration, l'Armée rouge achevait de réaliser un rapport de dix contre un pour les chars de combat et de sept contre un pour les avions sur la Wehrmacht. Aux points d'attaque, le nombre et la qualité des avantages soviétiques était impressionnant.[Quoi ?] Plus de 2,5 millions de soldats entrèrent en action contre le groupe d'armées Centre qui ne pouvait opposer que 800 000 hommes. La capitale de la Biélorussie, Minsk, fut prise le 3 juillet 1944, piégeant 50 000 soldats. La déferlante était en route vers la Pologne et l'Allemagne, objectif 1er mai 1945 à Berlin.

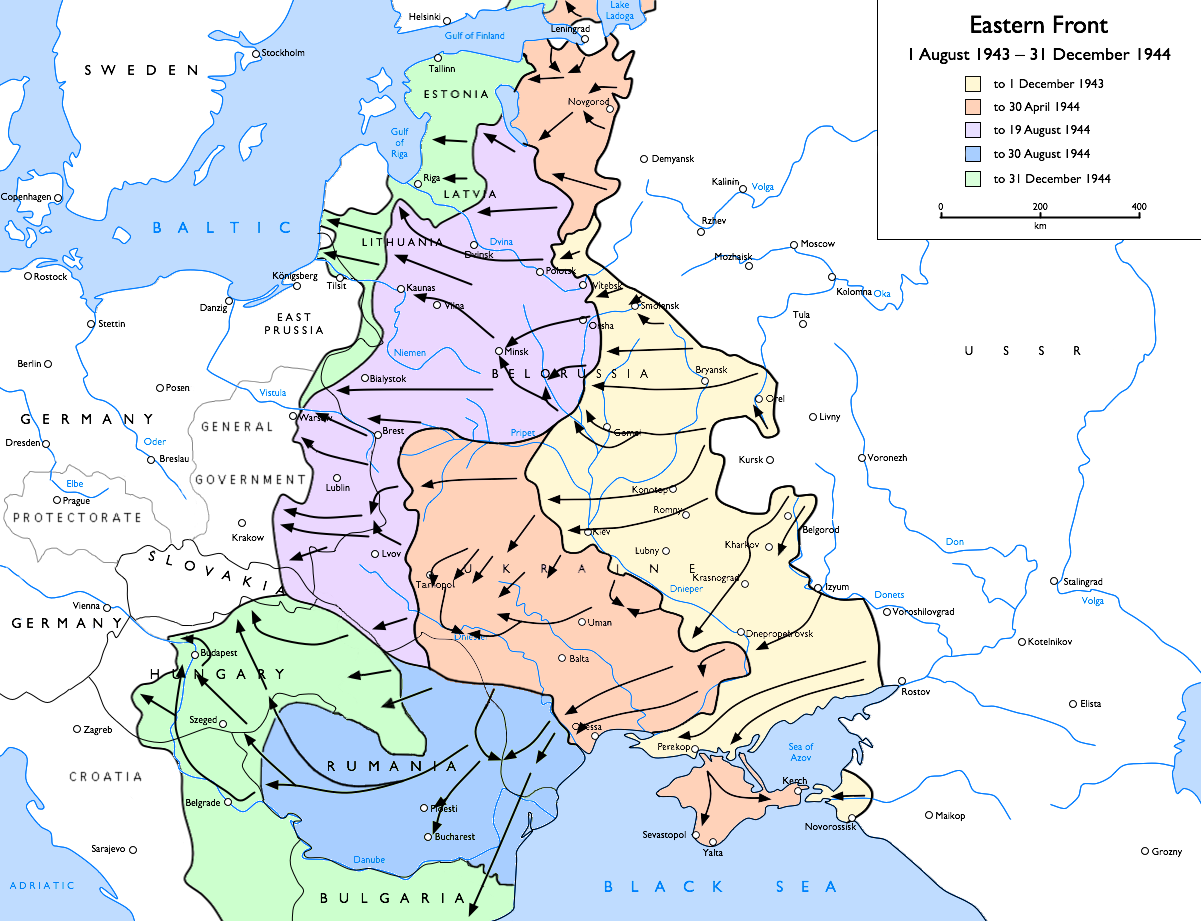
Avances des soviétiques du 1er août 1943 au 31 décembre 1944
au 1er décembre 1943
au 30 avril 1944
au 19 août 1944
au 31 décembre 1944

## Le mouvement des partisans
Pour un article plus général, voir Partisans soviétiques.
Quel rôle ont joué les partisans et comment étaient-ils organisés ?
Après la bataille de Moscou et l'arrêt de l'avance allemande, les partisans commencèrent à être mieux organisés, leur moral étant en hausse. Quelle était cette organisation et comment a-t-elle évolué ?

### Développement des partisans soviétiques
Ce sont les autorités communistes biélorusses dans les provinces de l'est qui commencèrent à organiser et à faciliter l'organisation d'unités de partisans dans les jours qui suivirent la première directive qui fut émise (directives no 1 du 30 juillet 1941 et no 2 du 1er juillet 1941)[réf. nécessaire].
Selon des estimations, en août 1941 environ 231 détachements opéraient comme unités "semences", formées et insérées en Biélorussie, atteignant 437 à la fin de 1941, comprenant plus de 7 200 personnes. Cependant, plus la ligne de front s'éloignait, plus les ressources s'épuisaient et il n'y avait pas de soutien à grande échelle depuis le front jusqu'en mars 1942. Une des difficultés particulières était le manque de communications radio qui dura jusqu'en avril 1942. Les unités de partisans manquaient aussi du soutien des populations locales. Pour différentes raisons, les unités de partisans en Biélorussie étaient virtuellement livrées à leurs propres ressources, spécialement difficiles durant l'hiver de 1941-1942, avec de sévères restrictions en munitions, médicaments et fournitures. Les actions des partisans en furent généralement désordonnées.
Les opérations allemandes de pacification en été et automne 1941 furent capables de réduire les activités des partisans de manière significative. Plusieurs unités devinrent clandestines et généralement, de fin 1941 au début 1942, elles n'entreprirent pas d'opérations militaires significatives. Elle se limitèrent en triant les problèmes organisationnels, construisant une logistique et renforçant leur influence sur les populations locales. Bien que les données soient incomplètes, à la fin de 1941, 99 détachements de partisan et environ 100 groupes de partisans étaient connus comme ayant opéré en Bélarus. Pendant l'hiver 1941-1942, 50 détachements de partisans et seulement 50 organisations clandestines et groupes opérèrent en Biélorussie,. Pendant le mois de décembre 1941, les forces de sécurité allemandes des arrières du Groupe d'armées centre comprenaient 4 divisions de sécurité  1ère Brigade d'infanterie SS, 2e Brigade d'infanterie SS, et 260 compagnies de différentes banches des services.
Le tournant du développement du mouvement en Biélorussie, et dans les territoires occupés par les Allemands en général, survint au cours de l'offensive soviétique d'hiver en 1943[citation nécessaire]

#### 1942: couloir de Vitebsk et Bélarus occidental

##### Situation
Vitsyebsk en Biélorussie ou Vitebsk est une ville du Nord-est de la Biélorussie. Le virage du développement du mouvement des partisans fut l'ouverture du couloir de Vitebsk, un corridor entre l'Union soviétique et les territoires occupés par les Allemands, en février 1942. Les unités de partisans furent incluses dans le développement d'une stratégie d'ensemble peu de temps après, et un soutien centralisé, organisationnel et logistique fut installé. L'existence de ce couloir était un facteur important d'assistance aux détachements opérant en territoires occupés. Au tout début du printemps 1942, les partisans étaient capables de saper les troupes allemandes et d'entraver leurs opérations dans la région.

##### Accueil de minorités
À une écrasante majorité  les juifs et même de petits groupes d'activistes se sentaient plus en sécurité dans les rangs des partisans que dans la vie civile dans les territoires occupés. Une impulsion directe au nombre des partisans vint des prisonniers de guerre de l'Armée rouge originaires de la région, qui furent relâchés en automne 1941 et reçurent l'ordre de retourner dans les camps de concentration en mars 1942.

##### Évolution
Au printemps 1942, la concentration de détachements en brigades commença, encouragé par l'expérience de la première année de guerre. La coordination, la croissance numérique, le remaniement structurel et l'établissement de lignes de ravitaillement traduisaient la capacité croissante de des partisans, ce qui se concrétisait par des actions croissantes de sabotage des lignes ferroviaires, avec des centaines de machines et de voitures détruites à la fin de l'année.

##### Actions
En 1942, les campagnes de terreur contre l'administration territoriale, composée de « collaborateurs et traitres » furent, de plus, intensifiée. Le résultat fut, cependant, une coupure entre la population civile, résultat du début de l'organisation d'unités anti-partisans composées d'indigènes en 1942. Néanmoins, en novembre 1942, les unités de partisans soviétiques atteignaient un effectif de 47 000 membres.

##### Relations de voisinage
En janvier 1943, sur près de 56 000 partisans, 11 000 opéraient en Bélarus, soit 3,5 pour mille habitants de moins que dans l'est, conséquences de mesures plus efficaces d'évacuation dans l'est en 1941. Il y a une évidence forte que ceci était une décision des autorités soviétiques centrales, lesquelles freinaient une grande accumulation de forces de partisans dans la Biélorussie de l'ouest, laissant les structures clandestines militaires se développer dans ces territoires en 1941-1942, de manière à renforcer les relations avec le Gouvernement polonais en exil de Sikorski. Un certain niveau de coopération, imposé par le QG, fut constaté entre les partisans soviétiques et l'Armia Krajowa (AK). Les personnes d'origine polonaise furent épargnées pendant la campagne de terreur de 1942. Après la rupture des relations entre l'URSS et le Gouvernement polonais en exil, la situation changea radicalement. À partir de ce moment, l'Armia Krajowa (AK) fut traitée comme une force militaire hostile.

#### 1943-1944: montée en puissance
La constitution des unités de partisans partisans soviétiques dans l'ouest de la Biélorussie était ordonnée et mise en place pendant l'année 1943, avec neuf brigades, 10 détachements et 15 groupes opérationnels, transférés de l'est vers l'ouest, triplant effectivement les forces de partisans (atteignant 10 000 à 12 000 personnes transférées et le même nombre venant de volontaires locaux). La construction de la force militaire fut complétée par l'intensification des structures du Parti communiste et des activités de propagande.

##### Effet Stalingrad
La victoire soviétique de la bataille de Stalingrad, une diminution de la campagne de terreur (de fait de décembre 1942, formellement permise en février 1943) et une amnistie promise aux collaborateurs qui souhaitaient revenir dans le camp soviétique furent des facteurs significatifs dans l'augmentation des forces de partisans. Des désertions dans les rangs de la police sous contrôle allemand et les formations militaires, renforcèrent les unités, avec parfois des détachements entiers arrivant dans le camp soviétique, y compris un bataillon de Tatars de la Volga (900 personnes, février 1943) et la  1ère brigade SS Gil-Radionaov (2 500 personnes, août 1943)). En tout, 7 000 personnes de différentes formations anti-soviétiques rejoignirent les partisans soviétiques, tandis que 1 900 spécialistes et officiers furent largués en Biélorussie occupée en 1943. Ce furent cependant des populations locales qui contribuèrent le plus à augmenter les forces de partisans soviétiques.

##### L'apogée du mouvement
À l'automne 1943, les forces des partisans en RSS de Bélarus comptaient environ 153 000 hommes[réf. nécessaire] et vers la fin de 1943, le nombre atteignait 122 000 avec au moins 30 000 mis sur la ligne de front au cours de la libération de la partie orientale de la RSS de Bélarus (fin 1943)[réf. nécessaire]. Le mouvement des partisans était si fort qu'en 1943-1944 il y avait des régions entières dans la Bélarus occupée où les autorités soviétiques étaient ré-installées profondément dans les territoires tenus pas les Allemands. Il y avait même des kolkhozes faisant des récoltes et de l'élevage pour produire de la nourriture destinée aux partisans.

##### Nationalités
Pendant la période 1941-1944, le nombre total de partisans en Bélarus atteignit 374 000, dont au moins 70 000 dans le maquis urbain et autour de 4 000 000 dans les réserves.[réf. nécessaire] Parmi les partisans soviétiques en Bélarus, on trouvait des gens de 45 nationalités différentes et 4 000 citoyens non-soviétiques (y compris 3 000 Polonais, 400 Tchécoslovaques, 300 Yougoslaves, etc.) Autour de 65 % de partisans Belarussiens étaient des indigènes.

##### Articulation des unités
- Détachements de partisans
- Régiments de partisans
- Brigades de partisans
- Groupes de partisans
- Formations unitaires de partisans

## La répression nazie
Un tel développement de partisans, sur les arrières d'un important groupe d'armées ne pouvait laisser indifférentes les autorités d'occupation car les partisans créaient une zone d'insécurité intolérable. Cette activité de guérilla a été férocement combattue.

### Activités de partisans
Le Front Est était connu pour sa cruauté contre les prisonniers de guerre et les ennemis en général. Les activités des partisans étaient considérées comme ayant aggravé cette situation.
Elles consistaient en assassinats, pose de bombes et sabotages des lignes de ravitaillement et autres infrastructures. Les Allemands répondaient sans merci envers toute personne suspectée d'appartenir aux partisans et qu'ils pouvaient capturer (voir Macha Brouskina et autres victimes). Initialement, Hitler encouragea les représailles de masse comme moyens de réduire la population des zones occupées et agrandir l'espace vital pour l'Allemagne.
Les plans principaux du Parti communiste soviétique comprenaient la provocation à l'égard des occupants allemands[citation nécessaire]. Provoquer les Allemands n'était pas très difficile, ils répondaient à 100 pour 1 dans les proportions des victimes[citation nécessaire]. Ceci a provoqué de nombreuses victimes civiles et créé un fossé entre occupants allemands et civils soviétiques occupés. Après une année et demie de guerre, il y avait très peu de neutralité et même peu de pro-nazis dans les villages soviétiques occupés[citation nécessaire]. Les villageois comprenaient qu'il s'agissait d'une guerre d'extermination et que quoi qu'il arrive et qu'ils fassent, les Allemands seraient contre eux. Les partisans soviétiques étaient connus pour torturer et mutiler ceux qu'ils capturaient ou qui se rendaient. Tout partisan capturé par les Allemands était certain d'avoir à faire face à une mort certaine. Ces derniers pendaient en public ceux qu'ils considéraient comme partisans. Les images de pendaisons, spécialement celles qui concernent de jeunes garçons et filles étaient utilisées par la propagande dans les médias soviétiques pour enflammer l'Armée rouge et les populations soviétiques qui avaient longuement souffert. Allant dans ce sens, le discours de Staline « S'ils veulent une guerre d'extermination, nous leur donneront une guerre d'extermination » fut exaucé.

### Crimes de guerre contre les civils
Les Allemands imposèrent un régime brutal, déportant quelque 380 000 personnes en travaux forcés, tuant des centaines de milliers de civils, en plus. À la fin, 5 295 hameaux et villages biélorusses furent détruits par les Nazis et quelques-uns ou la totalité de leurs habitants tués (au moins 9 200 villages furent incendiés ou détruits en Biélorussie pendant la Seconde Guerre mondiale. Plus de 600 villages comme Khatyn furent annihilés avec leur population entière. En tout, 2 230 000 personnes furent tuées en Biélorussie pendant les trois années d'occupation allemande. Les Einsatzgruppen et les Sonderkommandos ont joué un rôle important dans ces tueries et massacres.

### Répressions anti-partisans

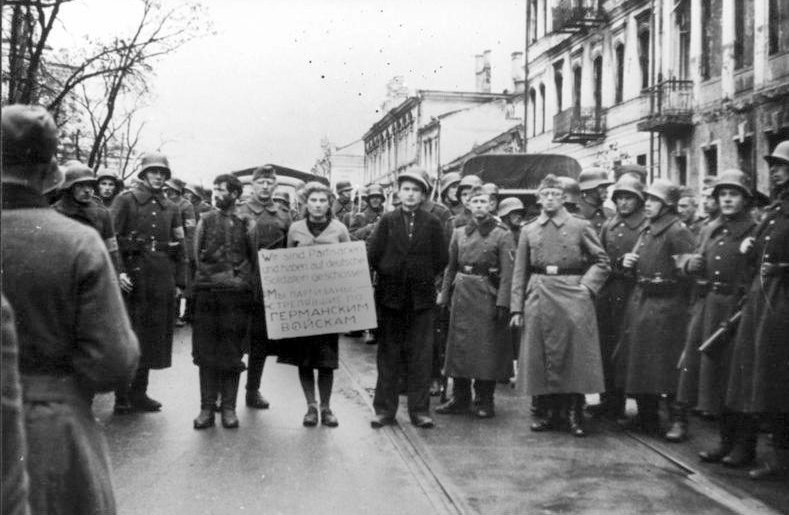
Macha Brouskina avec ses camarades partisans avant sa pendaison à Minsk le 26 octobre 1941.

Dès le début (26 octobre 1941), des partisans furent arrêtés et exécutés en public par pendaison (12 personnes à Minsk). Cette répression brutale visait à impressionner les populations locales.
De grandes opérations furent menées sur les arrières du Groupe d'armées Centre avec comme objectif de couper les partisans du soutien des populations rurales des villages. Ils ont surtout mené des opérations dont les civils ont été, en majorité, les victimes. Les zones boisées du pays, surtout à la frontière avec l'Ukraine, sont favorables à la vie et à l'implantation des unités de partisans.

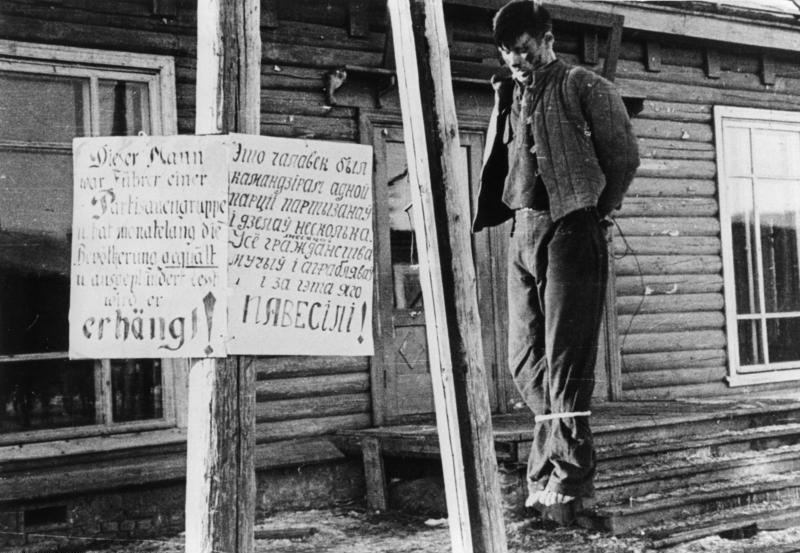
Un partisan de Biélorussie pendu à Minsk, 1942/1943.

### Opérations majeures
L'article détaillé donne un synoptique aussi complet que possible de 1942 à 1944 de plus de 40 opérations d'importance inégale. L'auteur a voulu démonter, chiffres à l'appui, quelle était l'incohérence du nombre d'armes saisies avec le nombre de "partisans" tués et de soldats allemands dito.

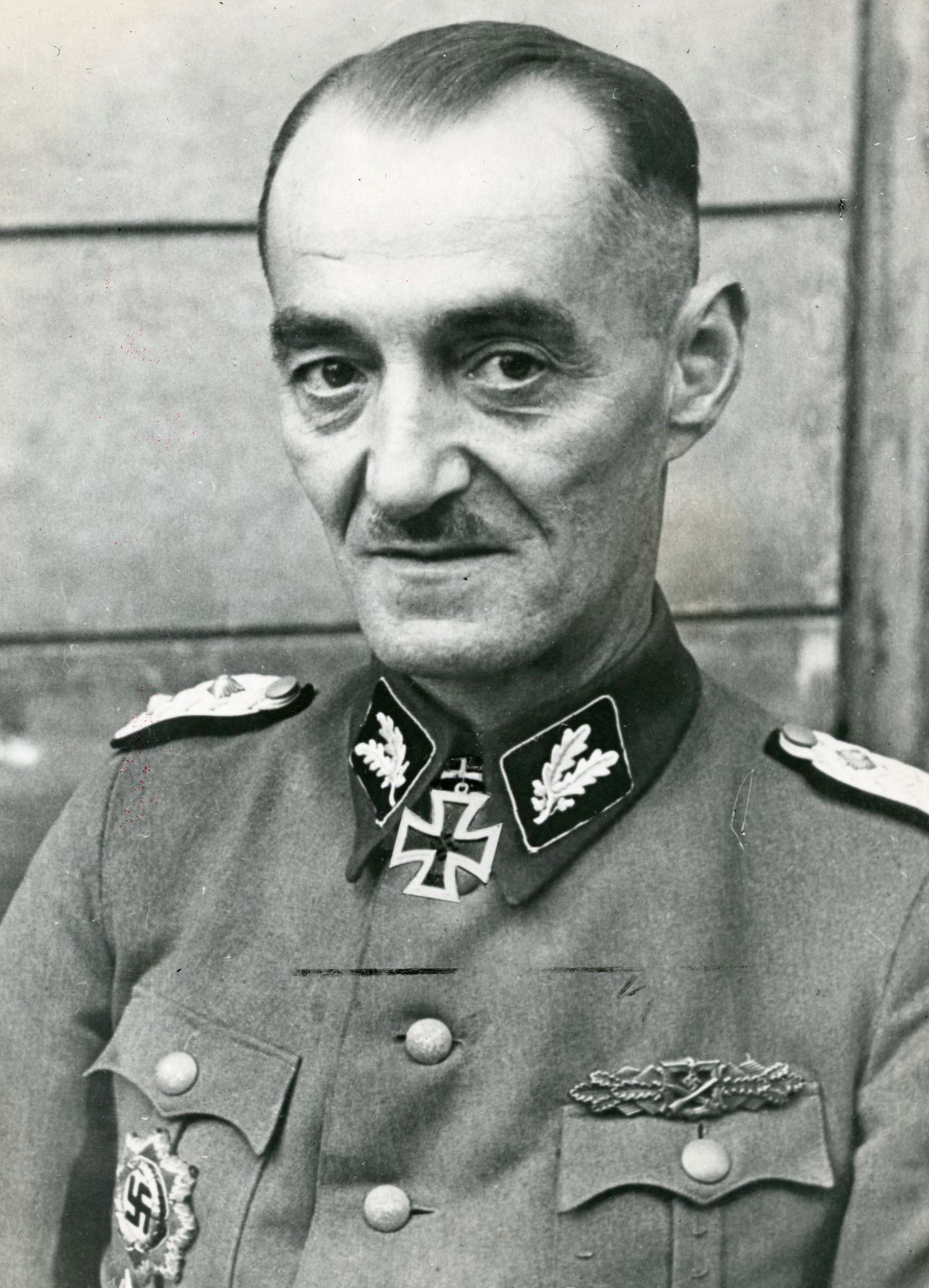
Oskar Paul Dirlewanger

Ces opérations ont provoqué même des réactions indignées dans le haut-commandement allemand. La célèbre brigade de ("Chasseurs noirs" du SS Oberführer Oskar Paul Dirlewanger parcourt le pays en commettant des exactions qui soulèvent la réprobation des officiers de l'armée.

## Conflits avec les mouvements nationalistes
Il y a eu des conflits entre les partisans soviétiques et des groupes désireux d'établir des régimes nationaliste dans les Pays baltes (Lituanie, Lettonie et Estonie), en Biélorussie et en Ukraine. Quelques groupes de résistance dans les États baltes et en Pologne souhaitaient rétablir les régimes pré-1939.
Les partisans soviétiques constituent cependant une voie controversée dans ces pays. En Lettonie, quelques partisans soviétiques antérieurs, comme Vasiliy Kononov ont été persécutés pour des crimes de guerre contre les populations locales pendant leurs activités de partisans soviétiques.

### Ukraine
La frontière commune des marais du Pripet a constitué une zone de contacta avec les partisans ukrainiens d'obédience soviétiques. Les mouvements nationaliste ukrainiens non-soviétiques ont pu avoir des contacts hostiles sur cette frontière.

### États baltes
Aux frontières nord de la Biélorussie, des contacts ont eu certainement lieu entre partisans soviétiques; Cependant, les états baltes ont fourni d'importants contingents d'auxiliaires aux force de sécurité allemandes anti-partisans, notamment la police auxiliaire biélorusse créée par l'occupant.

### Partisans juifs
Pour un article plus général, voir Partisans juifs.
Les partisans soviétiques n'étaient pas en position d'assurer la protection des Juifs dans l'Holocauste. Les juifs hommes valides étaient habituellement bienvenus chez les partisans, seulement avec leurs propres armes. Plus de 1 % des partisans soviétiques étaient Juifs.Dans la brigade Rowne, Alexander Abugox, commandant de l'unité de reconnaissance et le Dr Ehrlich, commandant des services médicaux, étaient juifs. Des femmes juives, des enfants et des aînés n'étaient pas bienvenus. Éventuellement, cependant, des groupes séparés de groupes juifs, à la fois unités de guérilla et groupes familiaux mixtes de réfugiés (comme les partisans Bielski, étaient subordonnés au commandement des partisans communistes et considérés comme soviétiques actifs.

## Controverses et témoignages

### Un général allemand parle
Le résultat fut éloquent à l'été 1944. Selon l'historien Paul Carell :

« Les partisans jouèrent le premier acte. Dans la nuit du 19 au 20 [juin 1944], l'arrière du front allemand fut l'objet de sabotages d'une envergure sans précédent. Le matin du 20, quinze mille explosions paralysèrent toutes les communications ferroviaires du Dniepr à l'ouest de Minsk. Tous les ponts importants sautèrent dans la nuit. À certains endroits, le ravitaillement fut bloqué pendant plus de 24 heures. … l'ensemble des transports du Groupe d'armée Centre fut comme frappé à mort. »

— Paul Carell, 1970-3, p. 253.
La situation créée par ces sabotages était grave, les gares étaient bloquées. le ravitaillement n'arrivait plus.

## Partisans biélorusses célèbres
- Alès Adamovitch
- Macha Brouskina
- Volodia Chtcherbatsevitch
- Piotr Macherov
- Kirill Massourov
- Panteleimon Ponomarenko
- Vassil Talach
- Kirill Trus

## Sources
- (en) Cet article est partiellement ou en totalité issu de l’article de Wikipédia en anglais intitulé « Belarusian partisans » (voir la liste des auteurs).

### Filmographie
- Requiem pour un massacre, d'Elem Klimov, 1985.